# SOKO Potsdam
SOKO Potsdam ist eine deutsche Krimiserie. Sie wird seit März 2018 von der Firma Bantry Bay Productions in der brandenburgischen Landeshauptstadt Potsdam für das ZDF produziert. Der Potsdamer Ableger ist der neunte Ableger der SOKO-Reihe, der wie die 1978 unter dem Titel SOKO 5113 (später: SOKO München) gestartete Mutterserie ein SOKO im Titel trägt. Der Sendebeginn der ersten sechsteiligen Staffel, die bis Mai 2018 hauptsächlich in Potsdam und Umland gedreht und produziert wurde, war am 24. September 2018.

## Handlung
Inhalt der Serie ist die Aufklärung von Mordfällen in Potsdam und Umgebung. Im Gegensatz zu allen bisherigen zentralen Figuren unter den SOKO-Ermittlern fungieren im Potsdamer Ableger zunächst zwei junge Kommissarinnen als Hauptcharaktere. Luna Kunath und Sophie Pohlmann waren bereits vor ihrer Zeit bei der Polizei beste Freundinnen und sind somit auch abseits ihres heutigen Joballtags mehr als gut befreundet. Im Rahmen ihrer Arbeit werden sie von ihrem Chef Bernhard Henschel, dem guten Geist des Präsidiums, Rechtsmediziner Werner Vense, den Kollegen David Grünbaum und Christoph Westermann sowie dem Fachmann von der Spurensicherung Thomas Brandner begleitet. Ein besonderes Merkmal ist die beinahe familiäre Beziehung aller Beteiligten zueinander. Nachdem Pohlmann die SOKO verlassen hat, um Psychologie zu studieren, gehen wenig später auch Grünbaum und Westermann. Sie wechseln in eine neu gegründete Einheit mit besseren Aufstiegschancen. Neben Henschel und Kunath bestand das Team ab Mitte der vierten Staffel dann aus Kriminalhauptkommissarin Meurer (Ersatz für Pohlmann) und dem frisch von der Polizeihochschule kommenden Kommissar Amari. In der Staffel 5 ersetzt die Kriminalhauptkommissarin Pauline Hobrecht die ausgeschiedene Kriminalhauptkommissarin Kunath.
Fernab der zu bearbeitenden Fälle, die episodenweise abgeschlossen sind, werden Handlungsstränge das Team betreffend horizontal erzählt, also über die Episoden hinaus.

## Hintergrund

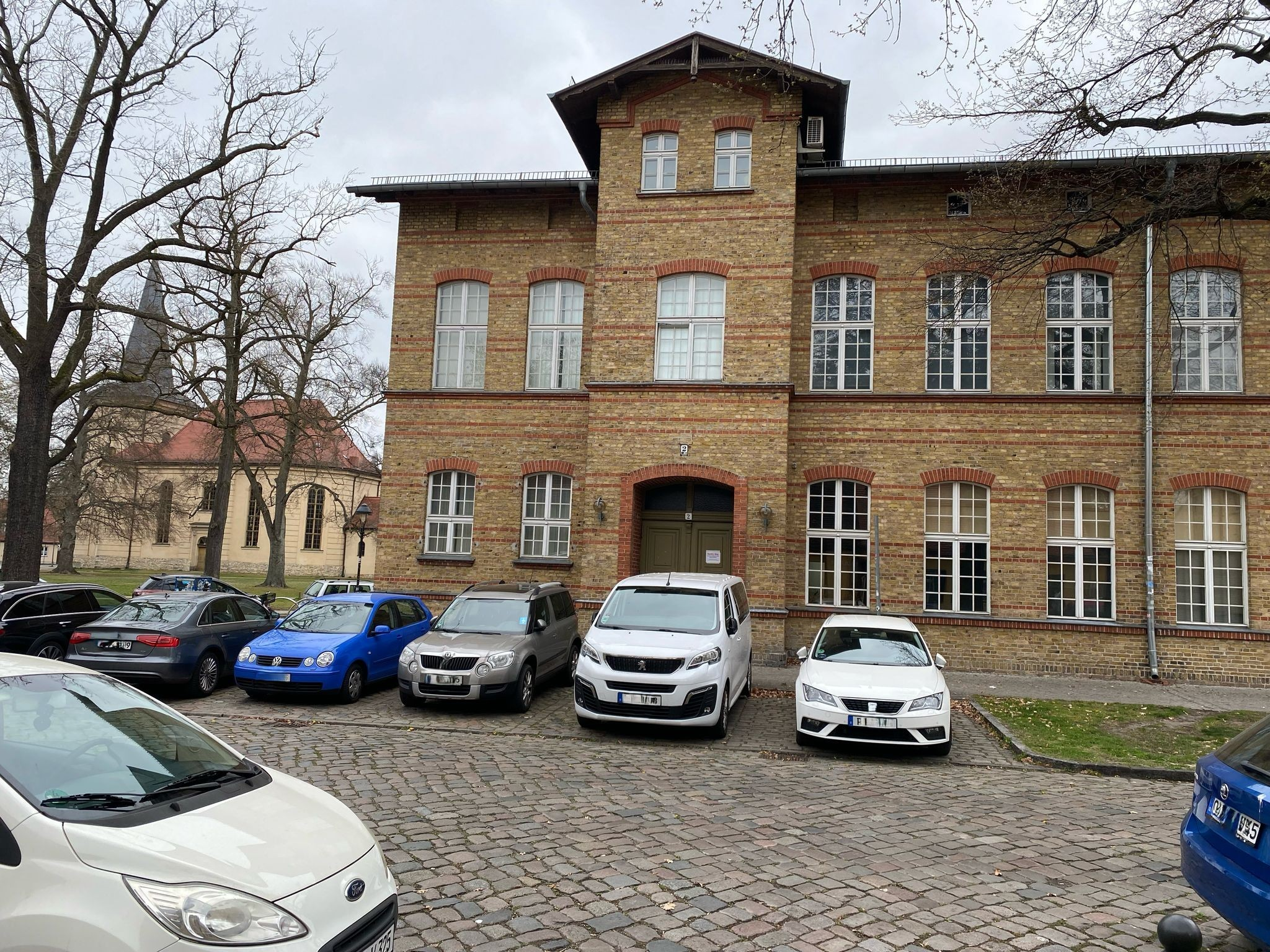
Wichgrafstraße 2 (SOKO-Dienststelle)

Die Serie spielt in Potsdam und wird auch in Brandenburgs Landeshauptstadt und den Umlandgemeinden gedreht. Drehorte sind über das gesamte Stadtgebiet verteilt. So hält ein Haus an der Abzweigung der Wichgrafstraße vom Weberplatz in Babelsberg als Kommissariat der SOKO Potsdam her und finden Verfolgungsjagden u. a. im Holländischen Viertel in der II. barocken Stadterweiterung statt. Die HEM-Tankstelle unterhalb der Nutheschnellstraße, die Geschwister-Scholl-Straße und das Belvedere auf dem Pfingstberg sind weitere Originaldrehorte der 1. Staffel.

## Besetzung

### Aktuelle Besetzung
| Schauspieler  | Rollenname         | Dienstgrad                                 | Episoden | Staffeln | Zeitraum |
| ------------- | ------------------ | ------------------------------------------ | -------- | -------- | -------- |
| Michael Lott  | Bernhard Henschel  | Kriminalrat                                | 1–       | 1–       | 2018–    |
| Yung Ngo      | Thomas Brandner    | Kriminaltechniker                          | 1–       | 1–       | 2018–    |
| Anja Pahl     | Tamara Meurer      | Kriminalhauptkommissarin                   | 30–      | 4–       | 2021–    |
| Skandar Amini | Samir Amari        | Kriminalkommissar                          | 34–      | 4–       | 2021–    |
| Agnes Decker  | Pauline Hobrecht   | Kriminalhauptkommissarin                   | 43–      | 5–       | 2022–    |
| Ina Hout      | Antonia Wittenbach | Kriminalobermeisterin (Freundin von Samir) | 68–      | 7–       | 2023–    |

### Ehemalige Besetzung
| Schauspieler               | Rollenname           | Dienstgrad               | Episoden   | Staffeln | Zeitraum       |
| -------------------------- | -------------------- | ------------------------ | ---------- | -------- | -------------- |
| Katrin Jaehne              | Sophie Pohlmann      | Kriminalhauptkommissarin | 1–29       | 1–3      | 2018–2021      |
| Omar El-Saeidi             | David Grünbaum       | Kriminaloberkommissar    | 1–33 76–78 | 1–4 7    | 2018–2021 2025 |
| Hendrik von Bültzingslöwen | Christoph Westermann | Kriminaloberkommissar    | 1–33       | 1–4      | 2018–2021      |
| Caroline Erikson           | Luna Kunath          | Kriminalhauptkommissarin | 1–42       | 1–4      | 2018–2021      |
| Bernd Stegemann            | Werner Vense         | Rechtsmediziner          | 1–66       | 1–6      | 2018–2024      |